# Pachylinae
Pachylinae is de onderfamilie van de hooiwagen familie Gonyleptidae. Het is een diverse familie dat ongeveer 400 geldige soorten bevat. De meeste soorten komen voor in het Braziliaanse Atlantische woud, Boliviaanse / Peruaanse hooglanden, Argentinië en het Chileense gematigde woud.
Het bevat de volgende geslachten: 
Acanthopachylopsis – Acanthopachylus – Acanthoprocta – Acrographinotus – Allogonyleptes – Anoplogynopsis – Anoplogynus – Antetriceras – Beckeresia – Berlaia – Biconisoma – Bristoweia – Bullaepus – Bunoplus – Calcarogyndes – Caldanatus – Camposicola – Camposicoloides – Capichabesia – Carlotta – Ceratoleptes – Ceropachylinus – Ceropachylus – Chaquesia – Chauveaua – Chilebalta – Chilegyndes – Corralia – Diconospelta – Discocyrtanus – Discocyrtulus – Discocyrtus – Eopachyloides – Eopachylus – Ergastria – Eubalta – Eugyndes – Eugyndopsiella – Eusarcus – Fonckia – Gerdesius – Giupponia – Goodnightiella – Graphinotus – Guaraniticus – Gyndesoides – Gyndoides – Gyndulus – Harpachylus – Huadquina – Huasampillia – Huralvioides – Hyperpachylus – Hypophyllonomus – Iandumoema – Ibarra – Iguassua – Iguassuoides – Itatiaincola – Izecksohnopilio – Junicus – Juticus – Kuryella – Lacronia – Marayniocus – Maromba – Metabalta – Metadiscocyrtus – Metagraphinotus – Metagyndes – Metagyndoides – Metalycomedes – Metapachyloides – Metaphalangodella – Meteusarcoides – Meteusarcus – Neogonyleptes – Neopachylus – Neopucroliella – Ogloblinia – Oliverius – Osornogyndes – Pachylibunus – Pachyloidellus – Pachyloides – Pachylus – Pachylusius – Palcapachylus – Parabalta – Paradiscocyrtus – Paraluederwaldtia – Parapachyloides – Paraphalangodus – Paraprosontes – Parapucrolia – Pareusarcus – Passosa – Pherania – Pichitus – Pirunipygus – Planiphalangodus – Platygyndes – Polyacanthoprocta – Progyndes – Pseudoacrographinotus – Pseudogyndes – Pseudogyndesoides – Pucrolia – Pulocria – Punagraphinotus – Punrunata – Pygophalangodus – Rhioxyna – Riosegundo – Roeweria – Sadocus – Schubartesia – Singram – Soaresia – Spinivunus – Tarmapachylus – Temucus – Tingomaria – Triglochinura – Trochanteroceros – Tumbesia – Ubatubesia – Unduavius – Uropachylus – Victoriaincola – Yraguara